# Kazui Nihonmatsu
Kazui Nihonmatsu, nato Yoshimitsu Nihonmatsu, (二本松 嘉瑞?, Nihonmatsu Yoshimitsu; Kamakura, 9 aprile 1922 – ...) è stato un regista e sceneggiatore giapponese.

## Biografia
Dopo essersi laureato in Commercio all'Università di Waseda, nel 1948 Nihonmatsu viene assunto presso l'ufficio fotografico Shochiku Ofuna, per poi diventare assistente alla regia di registi come Akira Kurosawa, Masaki Kobayashi e Keisuke Kinoshita.
Come regista, Nihonmatsu ha diretto solo due film, entrambi di genere kaijū: Odissea sulla Terra e L'allucinante fine dell'umanità, entrambi prodotti dalla Shochiku, che produceva per la prima volta dei film riconducibili al genere J-Horror.

## Filmografia

### Assistente alla regia
- Carmen se ne torna a casa (1951, regia di Keisuke Kinoshita)
- L'idiota (1951, regia di Akira Kurosawa)
- Musuko no seishun (1952, regia di Masaki Kobayashi)
- Magokoro (1953, regia di Masaki Kobayashi)
- Kabe atsuki heya (1956, regia di Masaki Kobayashi)
- Karami ai (1962, regia di Masaki Kobayashi)

### Regista
- Odissea sulla Terra (1967)
- L'allucinante fine dell'umanità (1968)